# Engineers
Gli Engineers sono un gruppo musicale dream pop e indie rock britannico formatosi nel 2003. Nel corso della loro carriera hanno pubblicato tre album.

## Storia del gruppo
Ispirato al periodo shoegaze, il gruppo si è formato nel 2003 dall'unione artistica di Simon Phipps (voce, chitarra, basso), Mark Peters (voce, chitarra, basso e tastiere), Dan MacBean (chitarra e basso) e Andrew Sweeney (batteria). Questi ultimi hanno abbandonato la formazione nel 2010, quando sono stati sostituiti da Daniel Land (basso), Ulrich Schnauss (tastiere) e Matthew Linley (batteria).
Hanno debuttato nel 2004 con l'EP Folly, anticipato dai singoli Home e Come in Out the Rain. L'EP ha spianato la strada per l'uscita del primo album del gruppo, l'eponimo Engineers, uscito nel marzo 2005 per la Echo, dal quale sono stati tratti i singoli Forgiveness, che ha raggiunto la posizione numero 48 della classifica dei singoli britannica, una ristampa del loro singolo di debutto Home e Said and Done.
Nel 2006 hanno registrato una cover del brano di Tim Buckley Song to the Siren, inserito nell'album di artisti vari Dream Brother: The Songs of Tim and Jeff Buckley.
Dopo una pausa di quattro anni, nel 2009 hanno pubblicato il loro secondo album per una nuova etichetta discografica, la Kscope, intitolato Three Fact Fader. Dal disco sono stati tratto per promozione i singoli Clean Coloured Wire e What Pushed Us Together. L'anno successivo sono avvenuti dei cambiamenti nella formazione del gruppo, che ha visto uscire Dan MacBean e Andrew Sweeney, sostituiti da Daniel Land, Ulrich Schnauss e Matthew Linley. Con questi tre nuovi membri, il gruppo ha registrato il terzo album In Praise of More, pubblicato come il precedente dalla Kscope nel 2010.

## Componenti
- Simon Phipps (voce, chitarra e basso) (dal 2003)
- Mark Peters (voce, chitarra, basso e tastiere) (dal 2003)
- Daniel Land (basso) (dal 2010)
- Ulrich Schnauss (tastiere) (dal 2010)
- Matthew Linley (batteria) (dal 2010)

### Membri passati
- Dan MacBean (chitarra e basso) (2003-2010)
- Andrew Sweeney (batteria) (2003-2010)

## Discografia

### Album
- 2005 - Engineers
- 2009 - Three Fact Fader
- 2010 - In Praise of More
- 2014 - Always Returning
- 2020 - Pictobug

### EP
- 2004 - Folly

### Singoli
- 2004 - Home
- 2004 - Come in Out of the Rain
- 2005 - Forgiveness
- 2005 - Home (ristampa)
- 2005 - Said and Done
- 2009 - Clean Coloured Wire
- 2009 - What Pushed Us Together